# Daniel Bourgue
Pour les articles homonymes, voir Bourgue.
Daniel Bourgue, né le 12 janvier 1937 à Avignon (Vaucluse) et mort le 14 mars 2023 à Saint-Drézéry (Hérault), est un corniste français.

## Biographie
Daniel Bourgue naît le 12 janvier 1937 à Avignon.
Il commence la musique au Conservatoire de sa ville natale, étudiant le violoncelle et le cor, puis entre au Conservatoire de Paris, où il obtient un 1er prix de cor dans la classe de Jean Devémy en 1959.
Comme musicien chambriste, il se produit en concert pour les Jeunesses musicales de France avec le Quintette à vent Musica et le pianiste Jean-Claude Ambrosini, entre 1961 et 1967, et est membre de l'Octuor de Paris entre 1965 et 1982.
Comme musicien d'orchestre, Daniel Bourgue est cor solo à l'Orchestre de Cannes (1958), à la Garde républicaine, aux concerts Pasdeloup (1969), à l'Ensemble intercontemporain (depuis sa fondation) et à l'Ensemble orchestral de Paris (depuis sa fondation). Entre 1964 et 1989, il est cor solo de l'orchestre de l'Opéra national de Paris.
Comme interprète, il est le créateur de plusieurs œuvres, Pièce pour cor seul d'Olivier Messiaen (qui deviendra ultérieurement l'Appel interstellaire dans Des canyons aux étoiles) à Royan en 1971, Divertimento de Jean Françaix, Anaktoria de Iannis Xenakis (Avignon, 1965), et le Concerto pour cor de Georges Delerue, dont il est le dédicataire, notamment.
Comme pédagogue, il est professeur de cor et musique de chambre au Conservatoire de Champigny, aux académies d'Albi, d'Orvieto, de Wallonie et à l'Université de Los Angeles.
Daniel Bourgue est également président fondateur de l'Association nationale des cornistes français et directeur de La Revue du corniste.
Il a également eu une fille, Caroline Bourgue, professeure de musique à La Rochelle.
Daniel Bourgue meurt le 14 mars 2023 à Saint-Drézéry, dans l'Hérault,.